# Nevada (Missouri)
Nevada é uma cidade localizada no estado americano de Missouri, no Condado de Vernon.

## Demografia
Segundo o censo americano de 2000, a sua população era de 8607 habitantes.
Em 2006, foi estimada uma população de 8479, um decréscimo de 128 (-1.5%).

## Geografia
De acordo com o United States Census Bureau tem uma área de
23,3 km², dos quais 23,1 km² cobertos por terra e 0,2 km² cobertos por água. Nevada localiza-se a aproximadamente 268 m acima do nível do mar.

## Localidades na vizinhança
O diagrama seguinte representa as localidades num raio de 20 km ao redor de Nevada.